# Amir Johnson
Amir Jalla Johnson (ur. 1 maja 1987 w Los Angeles) – amerykański koszykarz, występujący na pozycji silnego skrzydłowego, obecnie zawodnik NBA G League Ignite. 
W 2005 wystąpił w meczu gwiazd amerykańskich szkół średnich - McDonald’s All-American.
W NBA występuje od 2005, do której trafił od razu po szkole średniej. Dołączył poprzez 2005 NBA Draft. Został wybrany z pięćdziesiątym numerem przez Detroit Pistons. W latach 2005–2006 i 2006-2009 reprezentował ich barwy. Podczas lat 2006-2007 był wysyłany przez klub do D-League. W 2009 został zawodnikiem Toronto Raptors. Mierzy 206 cm i waży 95 kg.
9 lipca 2015 podpisał umowę z klubem Boston Celtics. 8 lipca 2017 został zawodnikiem Philadelphia 76ers.

## Życie prywatne
Amir Jalla Johnson jest synem Deneena Griffina, wychował się w Los Angeles, gdzie uczył się podstaw gry w koszykówkę. Jego siostra Indi, gra na pozycji środkowej dla uniwersytetu Southern, a jego kuzyn Kevin Burnett gra w zespole D-League Dallas Cowboys. Gdy nie gra w koszykówkę, Johnson uwielbia grać w gry wideo, słuchać muzyki i chciałby zacząć studia informatyczne. Jest bardzo aktywny społecznie, biorąc udział w programie high school back-to-school, odwiedzając miejskie szpitala, a także pomagając dzieciom z mniejszym dochodem materialnym, choćby zachęcając ich do gry w "Amir's Hyphy Crowd ".

## Osiągnięcia
D-League
- Lider D-League w skuteczności rzutów z gry (2006)

NBA
- Laureat nagrody Hustle Award (2018)[7]